# Episodi di Power Rangers Lost Galaxy
La prima e unica stagione della serie televisiva Power Rangers Lost Galaxy è composta da 45 episodi, andati in onda negli Stati Uniti dal 6 febbraio 1999 su ABC e in Italia su Italia 1.
| n° | Titolo originale                | Titolo italiano                      | Prima TV USA    | Prima TV Italia |
| -- | ------------------------------- | ------------------------------------ | --------------- | --------------- |
| 1  | Quasar Quest (Part 1)           | Le Spade Quasar (1ª Parte)           | 6 febbraio 1999 |                 |
| 2  | Quasar Quest (Part 2)           | Le Spade Quasar (2ª Parte)           |                 |                 |
| 3  | Race to the Rescue              | Salvataggio nello Spazio             |                 |                 |
| 4  | Rookie in Red                   | Il Ladro di Armi                     |                 |                 |
| 5  | Homesick                        | Nostalgia                            |                 |                 |
| 6  | The Lights of Orion             | Le Luci di Orione                    |                 |                 |
| 7  | Double Duty                     | Attrice per Caso                     |                 |                 |
| 8  | The Blue Crush                  | Un Terremoto di Mostro               |                 |                 |
| 9  | The Magna Defender              | La Pietra                            |                 |                 |
| 10 | Sunflower Search                | La Festa dei Girasoli                |                 |                 |
| 11 | Silent Sleep                    | Il Grande Gelo                       |                 |                 |
| 12 | Orion Rising (1)                | Le Luci Perdute                      |                 |                 |
| 13 | Orion Returns (2)               | Un Potere Scintillante               |                 |                 |
| 14 | Shark Attack                    | Pericolo!                            |                 |                 |
| 15 | Redemption Day (1)              | Vecchi Ricordi                       |                 |                 |
| 16 | Destined for Greatness (2)      | Per Vincere Domani                   |                 |                 |
| 17 | Stolen Beauty                   | Bellezza Addio                       |                 |                 |
| 18 | The Rescue Mission              | Missione Salvataggio                 |                 |                 |
| 19 | The Lost Galactabeasts (Part 1) | Gli Zords Perduti (1ª Parte)         |                 |                 |
| 20 | The Lost Galactabeasts (Part 2) | Gli Zords Perduti (2ª Parte)         |                 |                 |
| 21 | Heir to the Throne              | Erede al Trono                       |                 |                 |
| 22 | An Evil Game                    | Il Complotto                         |                 |                 |
| 23 | Memories of Mirinoi             | Tanti Ricordi                        |                 |                 |
| 24 | Green Courage                   | Coraggio Verde                       |                 |                 |
| 25 | Blue to the Test                | La Prova                             |                 |                 |
| 26 | Mean Wheels Mantis              | A Tutto Gas                          |                 |                 |
| 27 | Loyax' Last Battle              | L’ultima Puntata di Loyax            |                 |                 |
| 28 | A Red Romance                   | Una Storia d'Amore                   |                 |                 |
| 29 | The Chameliac Warrior           | Il Camaleonte                        |                 |                 |
| 30 | To the Tenth Power (1)          | Alla Decima Potenza                  |                 |                 |
| 31 | The Power of Pink (2)           | Poteri da Proteggere                 |                 |                 |
| 32 | Protect the Quasar Saber (3)    | La Nuova Pink Ranger                 |                 |                 |
| 33 | Facing the Past                 | Un Passato da Dimenticare            |                 |                 |
| 34 | Turn Up the Volume              | Alzate il volume                     |                 |                 |
| 35 | Enter the Lost Galaxy (1)       | Alla Scoperta della Galassia Perduta |                 |                 |
| 36 | Beware the Mutiny (2)           | Un Nemico Insidioso                  |                 |                 |
| 37 | Grunchor on the Loose (3)       | Un Pericolo nell'Ombra               |                 |                 |
| 38 | Until Sunset                    | Fino al Tramonto                     |                 |                 |
| 39 | Dream Battle                    | Battaglia nel Sogno                  |                 |                 |
| 40 | Hexuba's Graveyard              | Incubi dal Passato                   |                 |                 |
| 41 | Raise the Titanisaur            | Il Gigantesco Titanisaur             |                 |                 |
| 42 | Escape the Lost Galaxy          | Fuga dalla Galassia Perduta          |                 |                 |
| 43 | Journey's End (Part 1)          | La Fine del Viaggio (1ª Parte)       |                 |                 |
| 44 | Journey's End (Part 2)          | La Fine del Viaggio (2ª Parte)       |                 |                 |
| 45 | Journey's End (Part 3)          | La Fine del Viaggio (3ª Parte)       |                 |                 |